# Faith and Courage
Albums de Sinéad O'Connor
So Far... the Best of Sinéad O'Connor
(1997) Sean-Nós Nua
(2002)
Faith and Courage est le cinquième album studio de l'autrice-compositrice-interprète irlandaise Sinéad O'Connor. Il est sorti en 2000 sur le label Atlantic Records.

## Fiche technique

### Chansons
| No  | Titre                      | Auteur                                                                                | Durée |
| --- | -------------------------- | ------------------------------------------------------------------------------------- | ----- |
| 1.  | The Healing Room           | Sinéad O'Connor                                                                       | 5:35  |
| 2.  | No Man's Woman             | Sinéad O'Connor, Scott Cutler, Anne Preven (en)                                       | 3:00  |
| 3.  | Jealous                    | Sinéad O'Connor, David A. Stewart                                                     | 4:18  |
| 4.  | Dancing Lessons            | Sinéad O'Connor, Wyclef Jean, Jerry Duplessis, Blandinna Melky Jean, Jimmy Cozier     | 4:17  |
| 5.  | Daddy I'm Fine             | Sinéad O'Connor, David A. Stewart                                                     | 2:58  |
| 6.  | 'Til I Whisper U Something | Sinéad O'Connor, David A. Stewart                                                     | 6:08  |
| 7.  | Hold Back the Night        | Robert Hodgens                                                                        | 4:11  |
| 8.  | What Doesn't Belong to Me  | Sinéad O'Connor                                                                       | 5:37  |
| 9.  | The State I'm In           | Scott Cutler, Anne Preven                                                             | 4:10  |
| 10. | The Lamb's Book of Life    | Sinéad O'Connor, Kevin Briggs                                                         | 4:56  |
| 11. | If U Ever                  | Sinéad O'Connor                                                                       | 4:24  |
| 12. | Emma's Song                | Sinéad O'Connor                                                                       | 3:20  |
| 13. | Kyrié Eléison              | traditionnel arrangé par Sinéad O'Connor, Adrian Sherwood, Skip McDonald, Alan Branch | 2:45  |

### Musiciens
- Sinéad O'Connor : chant
- Skip McDonald : guitare, chœurs
- Carlton Ogilvie : basse, piano
- Professor Stretch : programmation, claviers
- Rusty Anderson, Derek Scott, David A. Stewart, Scott Cutler (en) : guitare
- Paul Bushnell, Jah Wobble, Chucho Merchán (en) : basse
- Scot Coogan (en), Lil John, Chris Sharrock, John Reynolds (en) : batterie
- Jeff Turzo, Simon Mundey, Mark Price, Andy Wright : programmation
- David Campbell : alto, arrangements
- Joel Derouin : violon
- Larry Corbett : violoncelle
- Ed Rockett : low and high whistle
- Caroline Dale (en) : cordes
- Blandinna Melky Jean, Little Roy, Anne Preven (en) : chœurs
- Zac Rae, Kieran Kiely, David Levita : claviers
- Karren Berz : arrangements
- Bonjo I Abinghi Noah : percussions